# Ron Kroon

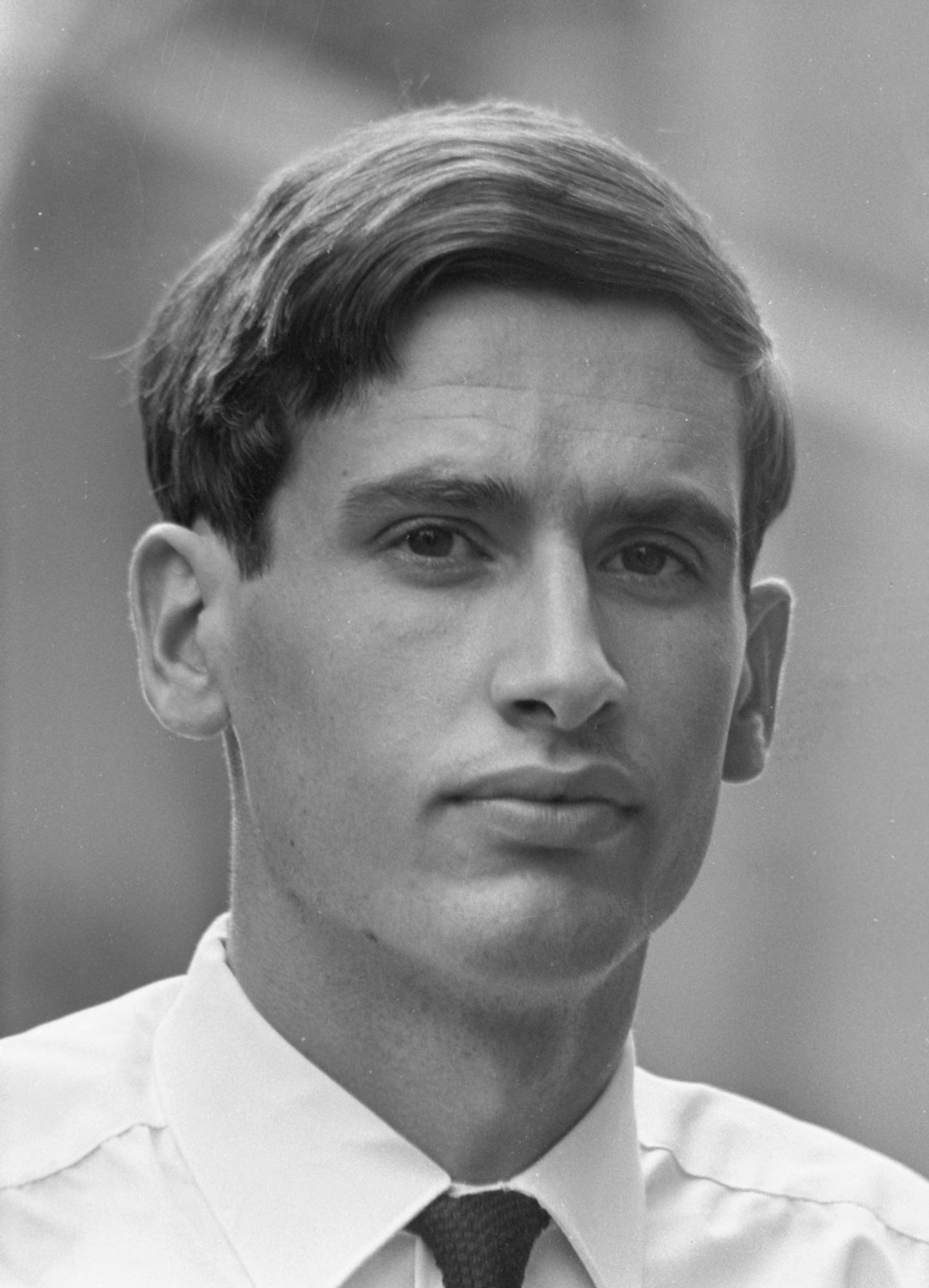
Ron Kroon, Selbstporträt (1968)

Ronald „Ron“ Kroon (geboren am 17. September 1942 in Amsterdam; gestorben am 12. Juli 2001 in Huizen) war ein niederländischer Sportler und Fotograf. Als Schwimmer nahm er 1960 und 1964 an den Olympischen Spielen teil.

## Leben
Ron Kroon spezialisierte sich auf das Kraulschwimmen. Er war zwischen 1960 und 1964 niederländischer Meister auf der 100-m-Strecke und hielt zwischen 1960 und 1968 den niederländischen Rekord über diese Distanz. Den Rekord konnte er zwölfmal verbessern, seine Bestzeit lag unter 56 Sekunden. Kroon nahm an den Olympischen Sommerspielen 1960 und denen von 1964 teil. In letztgenanntem Jahr erreichte er mit der Lagenstaffel den achten Platz. Bei den Schwimmeuropameisterschaften 1962 in Leipzig wurde er Dritter im Wettkampf über 100 m Kraul und gewann auch mit der 4 × 100-m-Lagenstaffel die Bronzemedaille.
Ferner arbeitete er von 1965 bis 1968 als Fotograf für das Algemeen Nederlandsch Fotobureau (ANeFo) und war in den 1970er Jahren auch Sportredakteur im Fernsehprogramm der Algemene Vereniging Radio Omroep. Kroons fotografischer Nachlass liegt im Nationaal Archief, ein Teil der Bilder ist frei zugänglich.

Aufnahmen
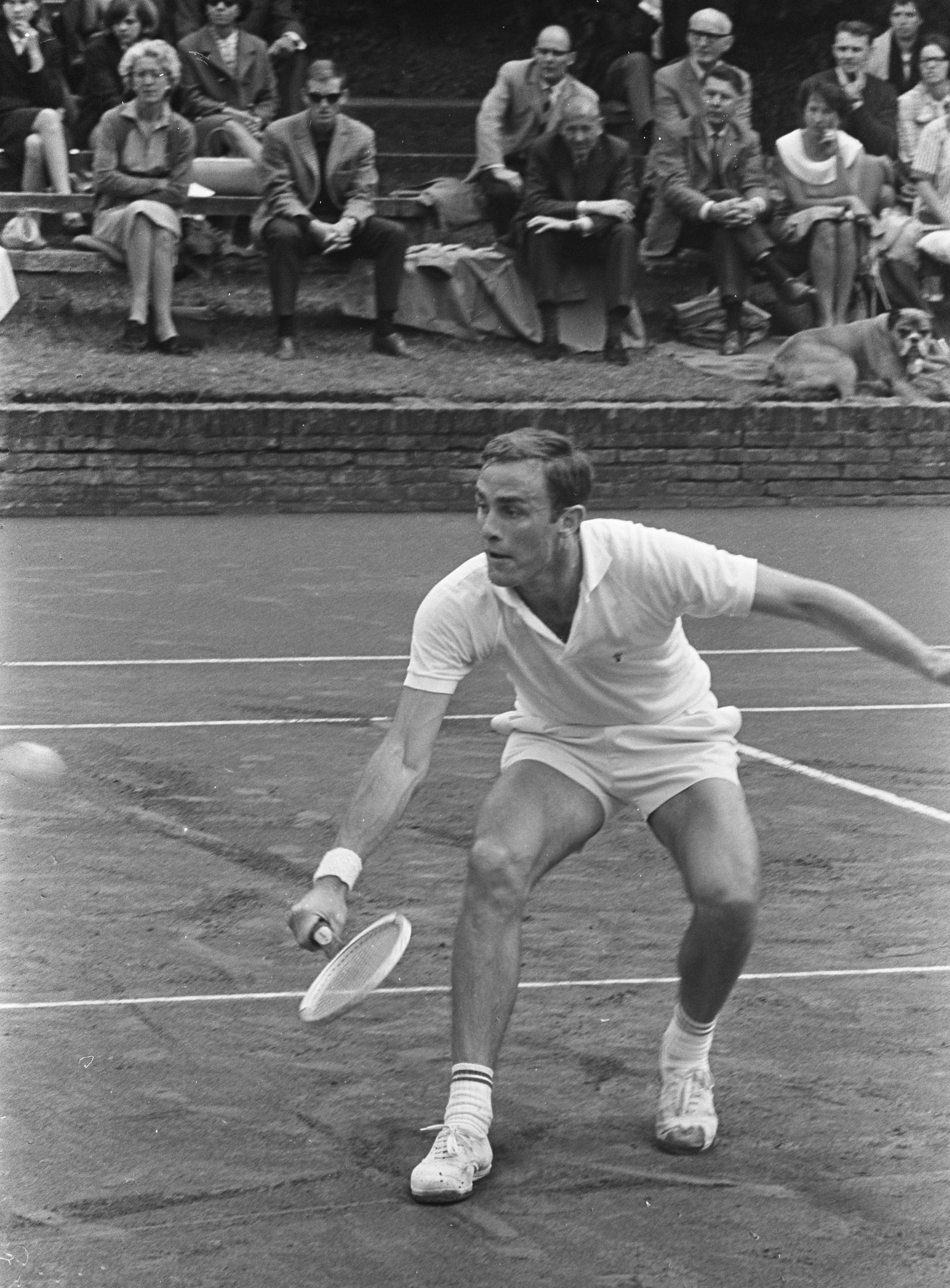
John Newcombe (1965)
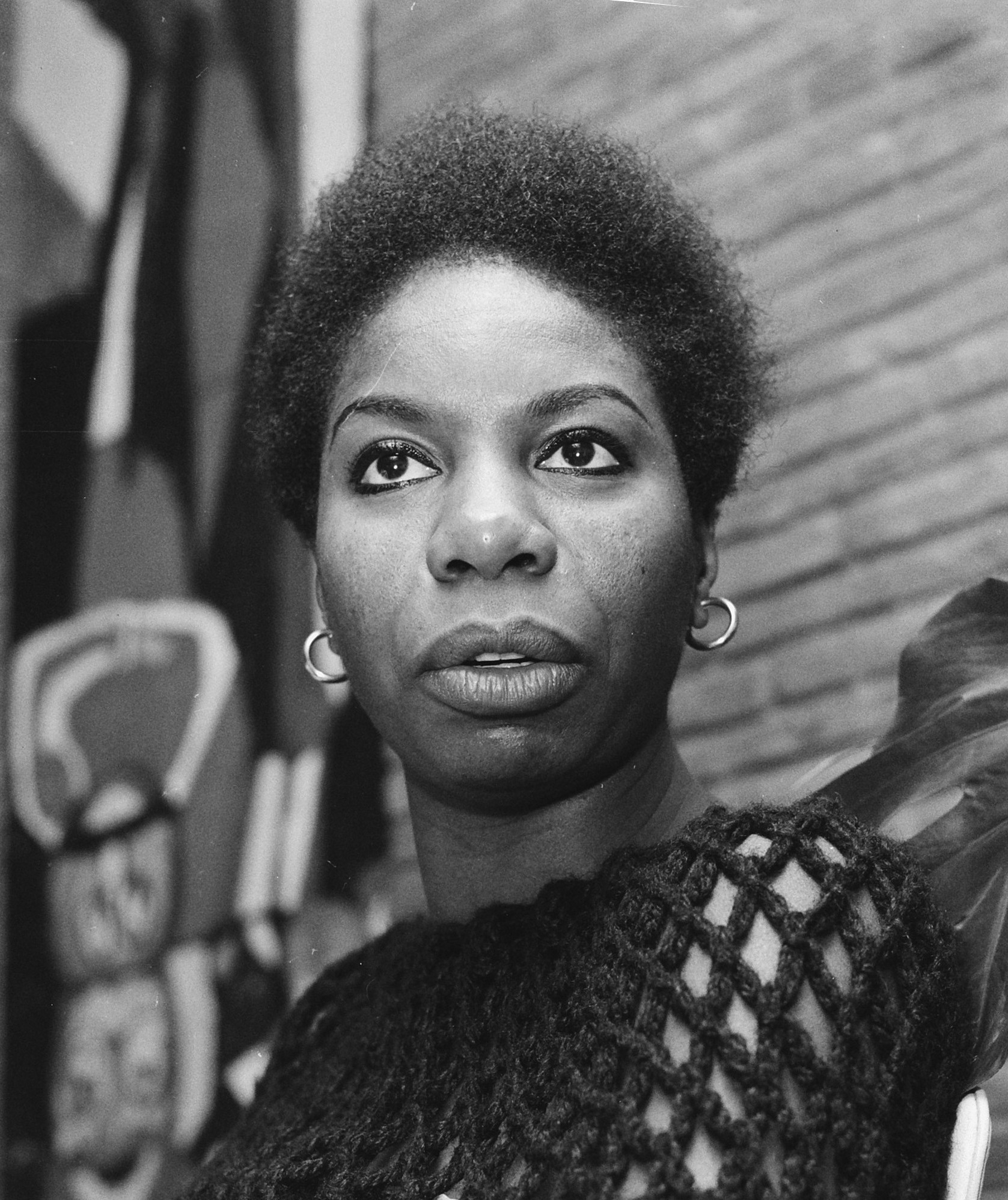
Nina Simone (1965)
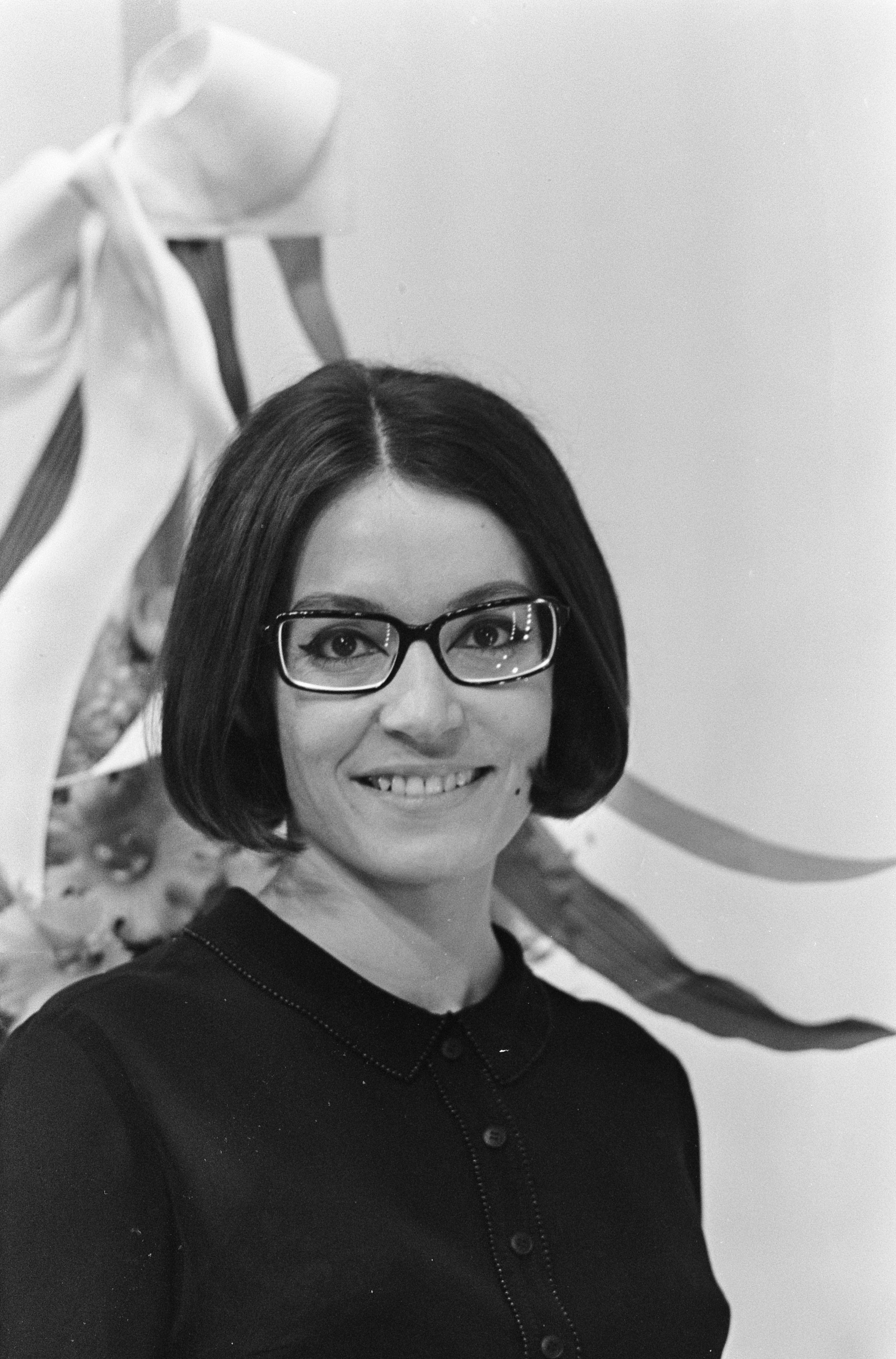
Nana Mouskouri (1966)
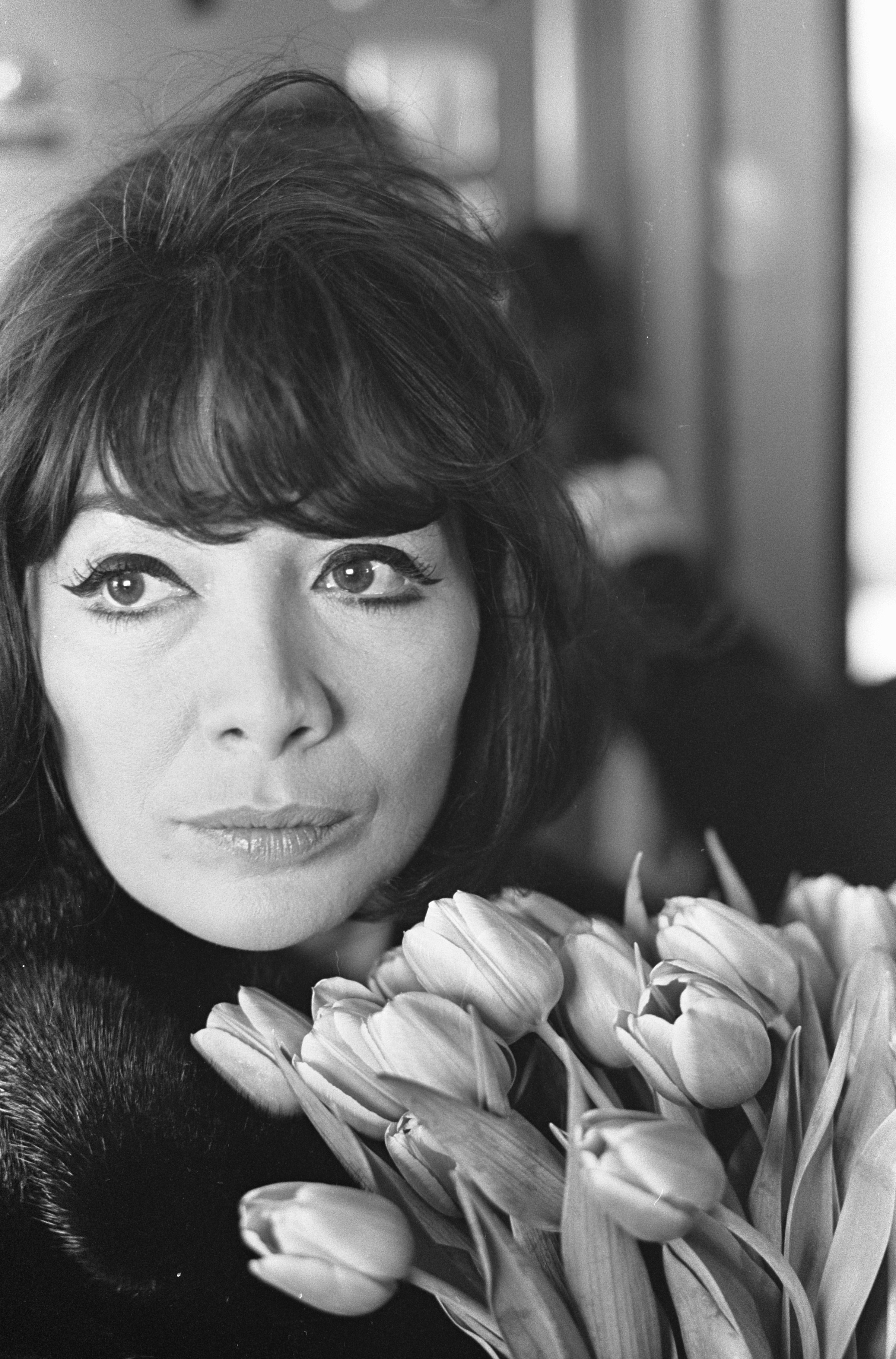
Juliette Gréco (1966)
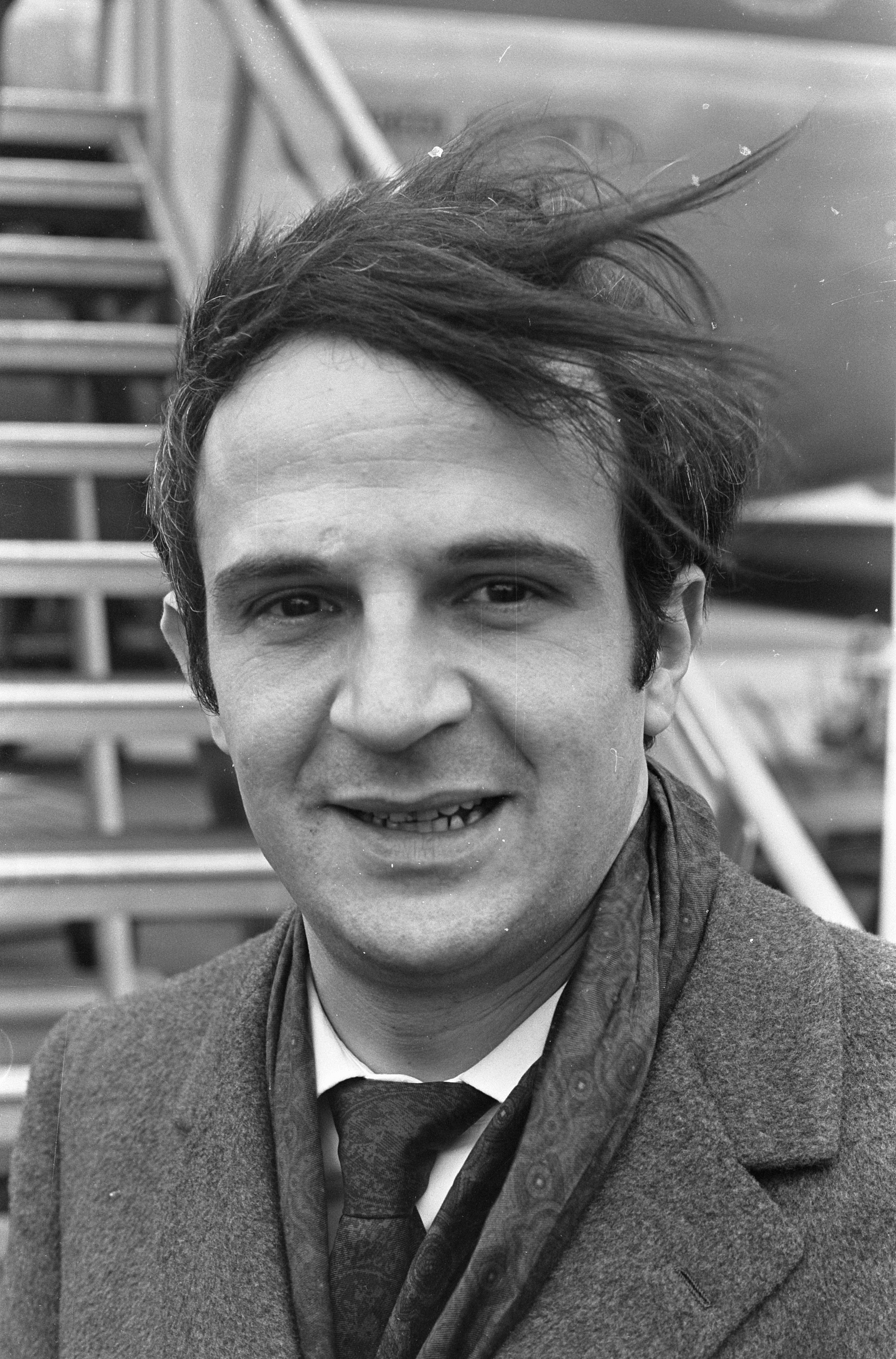
François Truffaut (1967)
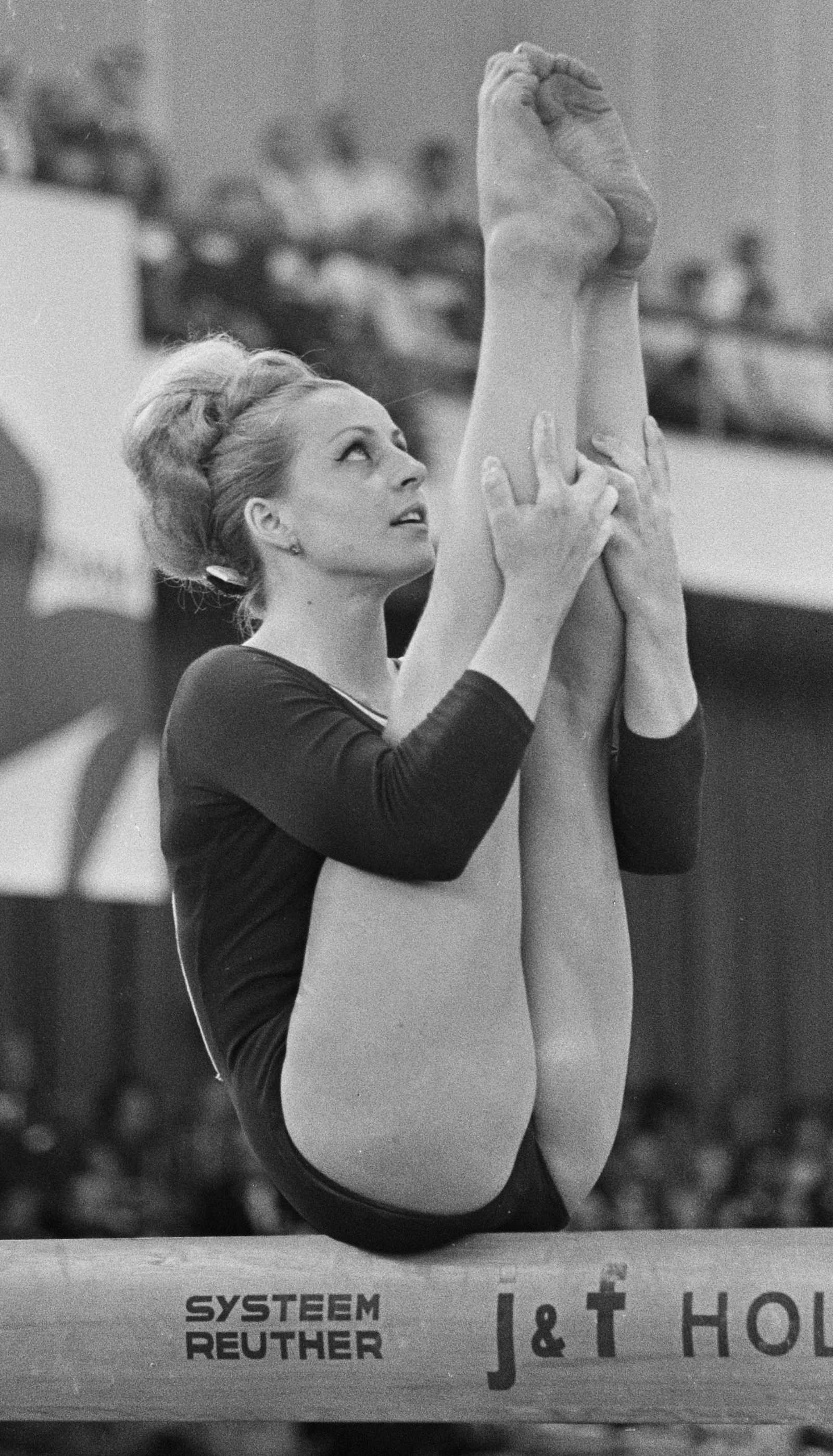
Věra Čáslavská (1967)
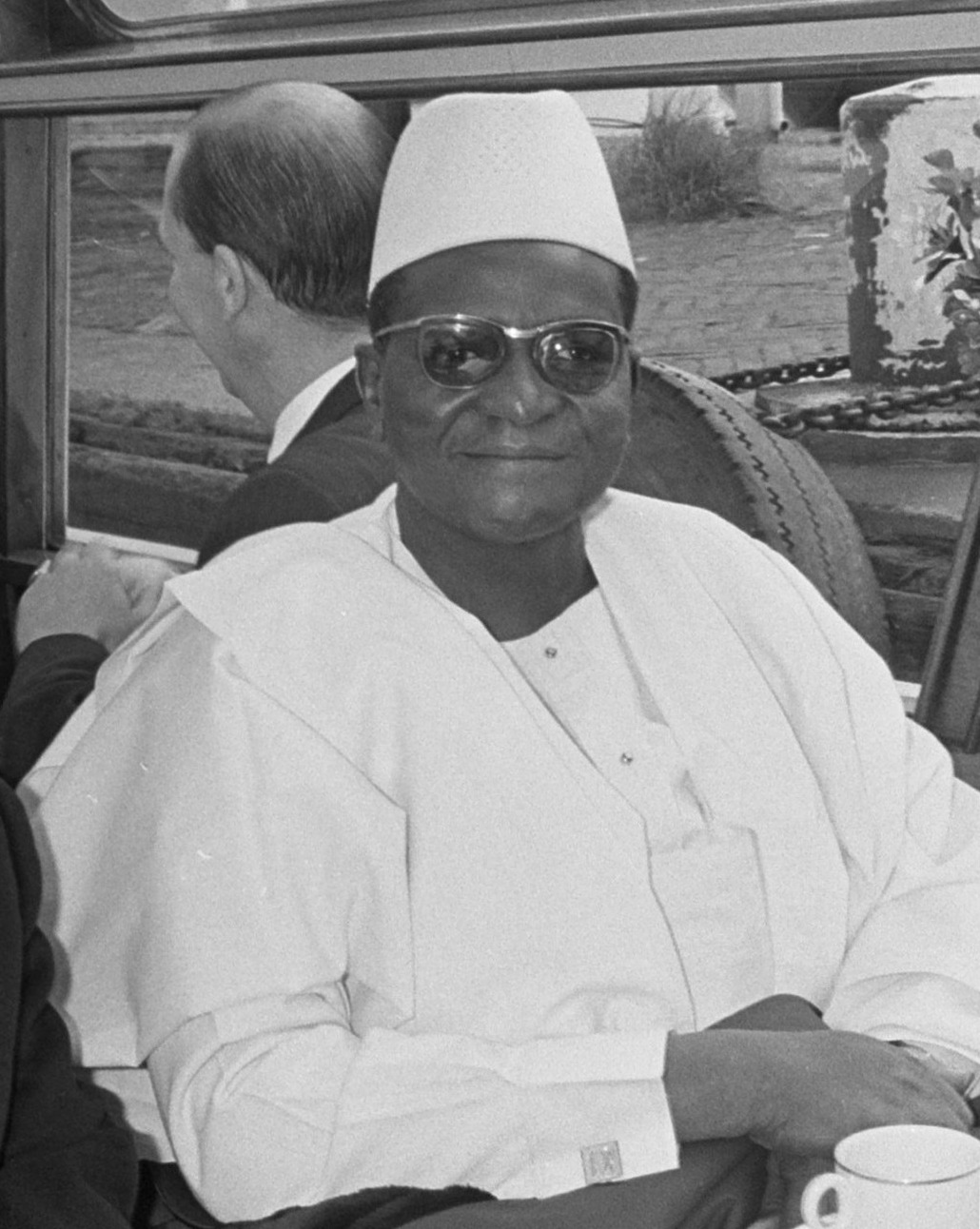
Hamani Diori (1968)